# 歓斯渇剌兜
歓斯 渴剌兜（かんし かつらつとう、? - 610年）は、歡斯を姓氏とした、古代の島国流求国の国王であるが、その王室の系譜は不詳である。
流求国の所在については諸説があり、台湾とするもの、台湾近海の島とするもの、沖縄本島とするものなどがある。

## 最期：隋の侵攻
610年、中国隋朝の将であった陳稜は、張鎮州とともに東陽の兵1万人余りを率いて海に出て、流求国に侵入し、ひと月余りをかけてこれを制圧した。流求の人々は当初、外国から交易に来たものと見て、商売をしようとしたが、すぐさま侵入者であることがあらわになった。知らせを聞いた渴剌兜は、流求の軍隊を迎撃に送り出した。しかし、隋軍の先鋒であった張鎮州に撃破された。陳稜は軍を率いて低没檀洞に至り、その小王の歓斯老模を破ってこれを斬り殺した。陳稜は勝利を収めた後、軍を五方面に分けて流求国の都を攻めた。歓斯渇剌兜が自ら数千人の流求軍を率いて応戦したが、再び敗れて退いた。陳稜は勝利に乗じて北へ追撃し、流求の都である波羅檀洞まで攻め上り、渴剌兜は城内で防御にあたって、双方の激戦が丸一日続いた。流求の都城は隋軍によってついに陥落し、王宮や御殿は焼かれ、渇剌兜は斬り殺され、王子の歓斯島槌は、男女数千人の流求人とともに俘虜として中国へ連れて行かれた。これ以降、隋と流求の往来が再開されることはなかった。

### 文献
- 《隋書・陳稜列傳》
- 《隋書・東夷列傳》